# Исказ (лингвистика)
Исказ у лингвистици означава говорну реализацију реченице, као јединице језичког система, односно реченицу повезану са контекстом у којем се њено значење комуникацијски интерпретира — контекстуализовану реченицу.
Док се значењем реченица и њихових саставних дијелова бави семантика, испитивање значења реченице у контексту, то јест испитивање исказа у појединим говорним ситуацијама, предмет је прагматике, дисциплине која проучава употребу језика. Пажња се притом нарочито обраћа на комуникацијске намјере говорника и на дејства која се постижу употребом језика.